# Panava equatoriana
Panava equatoriana är en tvåvingeart som beskrevs av Guilherme A.M.Lopes 1978. Panava equatoriana ingår i släktet Panava och familjen köttflugor.
Artens utbredningsområde är Ecuador. Inga underarter finns listade i Catalogue of Life.